# Кривко (Ленинградская область)
Кривко (до 1948 года Вехмайнен, фин. Vehmainen) — деревня в  Сосновском сельском поселении Приозерского района Ленинградской области.

## Название
Название Вехмайнен происходит от финского vehmas — пышный.
В 1948 году советские переселенцы выбрали деревне Вехмайнен новое название Садовая, затем изменили его на Мичуринская, но вскоре название вновь изменили на Кривково, которое затем трансформировалось в Кривко.
Развернутое обоснование появилось в печати позднее — «в память капитана Кривко Д. З., павшего смертью храбрых 11 июля 1944 года за освобождение селения Вехмайнен». Кривко Дмитрий Захарович, родился 2 августа 1914 года, командовал пулеметной ротой одного из полков 10-й стрелковой дивизии 115-го стрелкового корпуса. Политрук Д. З. Кривко погиб 11 июля 1944 года, похоронен на кладбище в посёлке Мичуринское.
Переименование было закреплено указом Президиума ВС РСФСР от 13 января 1949 года.

## История
Деревня Вехмайнен, или Вегмас, упоминается в новгородских налоговых книгах с 1500 года, в ней насчитывалось 17 налогооблагаемых дворов.
Основными занятиями жителей было хлебопашество и лесозаготовки. До войны в деревне имелся свой стадион. Жители увлекались, главным образом, футболом и лыжными гонками. 
- Деревня Вехмайнен (Vehmais) на финской карте 1923 года

До 1939 года деревня Вехмайнен входила в состав волости Рауту Выборгской губернии Финляндской республики.
С 1 мая 1940 года — в составе Раутовского поссовета Раутовского района.
С 1 июля 1941 года по 31 мая 1944 года финская оккупация.
С 1 января 1945 года — в составе Раутовского сельсовета Раутовского района.
С 1 октября 1948 года — в составе Сосновского сельсовета Сосновского района.
С 1 января 1949 года учитывается как деревня  Кривко Сосновского сельсовета Сосновского района.
С 1 декабря 1960 года — в составе Приозерского района. 
С 1 февраля 1963 года — в составе Выборгского района.
С 1 января 1965 года — вновь в составе Приозерского района. В 1965 году деревня насчитывала 429 жителей. 
По данным 1966, 1973 и 1990 годов деревня Кривко входила в состав Сосновского сельсовета.
В 1997 году в деревне Кривко Сосновской волости проживали 1187 человек, в 2002 году — 1208 человек (русские — 90 %).
В 2007 году в деревне Кривко Сосновского СП проживали 1430 человек, в 2010 году —  1214 человек.

## География
Деревня расположена в южной части района на автодороге 41К-261 (Орехово — Петяярви).
Расстояние до административного центра поселения — 6 км.
Расстояние до ближайшей железнодорожной станции Сосново — 7 км. 
В деревне находятся озёра Малое Кривко и Большое Кривко. К югу от посёлка протекает река Сосновка.

## Демография
| 2007 | 2010  | 2017  |
| ---- | ----- | ----- |
| 1430 | ↘1214 | ↗1550 |

## Инфраструктура
В деревне расположен племенной завод «Расцвет».

## Улицы
Алмазная, Вишневая, Воскресенская, Восточная, Домостроительная, Дружная, Крымская, Летний переулок, Малый переулок, Надежды, Песочная, Просторная, Радужный переулок, Спортивная, Урожайная, Фестивальная, территория Хутор Ветлечебница, Цветочная, Яблоневая.